# 포켓 피스톨

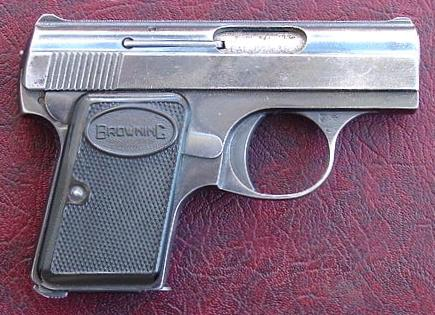
.25 ACP FN Baby Browning

포켓 피스톨(Pocket pistol)은 소형 포켓 크기의 반자동 권총(또는 일반적으로 데린저 또는 리볼버를 가리키지 않음)이며 포켓이나 이와 유사한 작은 공간에 숨겨 휴대하는 데 적합하다. 한국어로는 "소형 권총", "포켓형 피스톨" 등으로 번역된다.
포켓 피스톨은 때때로 서브컴팩트 피스톨(sub-compact pistol)보다 작은 것으로 분류되지만 일부 서브컴팩트 피스톨은 포켓 피스톨로 분류될 수 있고 일부 대형 포켓 피스톨은 서브 컴팩트 피스톨로 분류될 수 있으므로 구별이 명확하지 않다.
포켓 피스톨은 1960년대와 1970년대 대부분의 주에서 숨겨진 무기의 휴대를 제한하거나 금지하는 법률을 통과시킬 때까지 미국에서 인기가 있었다. 그러나 1980년대와 1990년대에 "발행해야 한다" 총기 면허법이 통과되면서 미국에서 포켓 피스톨의 인기가 다시 부활하여 작고 단순하며 신뢰할 수 있는 숨김 휴대 총기의 새로운 시장이 창출되었다.
일반적으로 포켓 피스톨이라는 용어는 순전히 설명적인 의미로 사용되지만 "쥐총"(마우스 건, mouse gun, 특히 가장 작은 구경의 권총에 사용됨)은 경멸적인 의미로 사용되는 경우가 많다. 마찬가지로, 포켓 피스톨은 크기가 작기 때문에 일반적으로 저렴한 소구경 권총인 또 다른 경멸적인 용어인 토요일 밤 특별 상품과 함께 묶이는 경우가 많다.

## 같이 보기
- 데린저